# Sekundærrute 595
Sekundærrute 595 er en rutenummereret landevej i Nordjylland.
Ruten går fra Hobrovej i Aalborg forbi Sønder Tranders, Klarup, Storvorde og Mou til Egense.
Rute 595 har en længde på ca. 25 km.